# Sven Arefeldt
Sven Allan Amandus Arefeldt, ursprungligen Forsberg, född 29 december 1908 i Klara församling i Stockholm, död 17 augusti 1956 i Katarina församling Stockholm, var en svensk textförfattare, sångare, kompositör och musiker (pianist). 

## Biografi
Sven Arefeldt började med att spela violin men övergick senare till piano. Han startade sin första orkester som 15-åring, TOGO (The Original Green Orchestra). Under 1920-talet var han pianist i flera av Stockholms kända jazzorkestrar. Han kom att bli en av frontfigurerna inom svensk jazz på 1930-talet. Han anställdes 1937 på Sonora som musikalisk rådgivare och var anställd orkesterledare på Sonora från slutet av 1930-talet till mitten av 1940-talet. Han var programledare för det populära radioprogrammet Sven Arefeldt leker på pianot. 
Arefeldt komponerade också en del filmmusik, bland annat spåret "Baby" till Hasse Ekmans film Flickan från tredje raden (1949) som han även hörs och ses framföra i filmen. När Walt Disneys Alice i underlandet (1951) dubbades till svenska fick han ge röst åt Smilkatten (svenska originaldubbningen).
Han komponerade också "Ett glatt humör" åt Alice Babs och "Under det gamla äppelträdet" åt Ulla Billquist.
Arefeldt verkade även som schlagerkompositör med bland annat texten till "Negerkyssar", ursprungligen en amerikansk låt skriven av George Morgan med titeln Candy kisses.
Bland Arefeldts populära inspelningar märks "I en roddbåt till Kina", "Hjärtats röst", "Tre små sillar" och "Jag fick en kyss till god natt".
Radiojournalisten Bo Fransson producerade ett minnesprogram om Arefeldt inför högtidlighållandet 2006 av Arefeldts död. Samma år fick hans tidigare anonyma gravplats på Södra kyrkogården i Lindesberg en gravsten genom insamlade medel.

## Filmografi (urval)
- 1934 – Atlantäventyret
- 1943 – Kungsgatan
- 1949 – Flickan från tredje raden  (titelspåret "Baby")
- 1949 – Kvinnan som försvann
- 1949 – Med flyg till sjunde himlen
- 1950 – Stjärnsmäll i Frukostklubben
- 1951 – Dårskapens hus
- 1956 – Syndare i filmparadiset